# Ardisia pilosa
Ardisia pilosa är en viveväxtart som beskrevs av Fletcher. Ardisia pilosa ingår i släktet Ardisia och familjen viveväxter. Inga underarter finns listade i Catalogue of Life.